# أنا لا أحبك (أغنية)
«أنا لا أحبك» (بالإنجليزية: I Don't Love You)‏ هي ثالث أغنية منفردة من ألبوم الاستوديو الثالث "The Black Parade" لفرقة ماي كيميكال رومانس، وقد صدرت يوم 3 أبريل 2007.

## خلفية
صدرت الأغنية يوم 3 أبريل 2007 في المملكة المتحدة بعد الأغنيتين الناجحتين "Welcome to the Black Parade" و "Famous Last Words". صدرت أغنية «مراهقين» كالأغنية المنفردة الثالثة في الولايات المتحدة الأميركية بدل «لا أحبك». أصدرت الفرقة الأغنية في كندا يوم 19 مارس على قناة MuchMusic.

## تاريخ
أثناء قيام الفرقة بجولات بدأوا بالتسجيل باستخدام وحدة تسجيل الحافلة. كانت «أنا لا أحبك» من الأغاني الوحيدة التي سجلت في جلسات تسجيل بالحافلة وتم استخدامها الألبوم قبل الأخير.

## لوائح
بلغت «أنا لا أحبك» للرتبة 65 على لائحة الأغاني المنفردة بالمملكة المتحدة بالنسبة للتحميلات فقط يوم 25 مارس 2007، وصعدت للرتبة 35 في الأسبوع التالي (تحميلات فقط). ويوم 1 أبريل 2007 بلغ الإصدار الملموس الرتبة 13.
| اللائحة (2007)                                 | أعلى رتبة |
| ---------------------------------------------- | --------- |
| البرازيل (المنظمة البرازيلية لمنتجي التسجيلات) | 21        |
| 100 أغنية منفردة ساخنة أوروبية                 | 35        |
| لائحة الأغاني المنفردة بالتشيك                 | 37        |
| لائحة الأغاني المنفردة بألمانيا                | 89        |
| لائحة الأغاني المنفردة بايرلندا                | 27        |
| لائحة الأغاني المنفردة الاسكتلندية             | 3         |
| لائحة الأغاني المنفردة بالمملكة المتحدة        | 13        |

## وصلات خارجية
- الفيديو الموسيقي على يوتيوب
- نسخة اللقطات المحذوفة على يوتيوب